# Émirat de Transjordanie
Pour les articles homonymes, voir Transjordanie.
1921–1946
Entités précédentes :
- Territoires ennemis occupés

Entités suivantes :
- Royaume hachémite de Jordanie

L’émirat de Transjordanie (arabe : إمارة شرق الأردن Imārāt Sharq al-Urdun) était un protectorat britannique (1921-1946) créé en avril 1921 à la suite d'accords passés pendant la Première Guerre mondiale avec les princes arabes de la dynastie hachémite en échange de leur révolte contre les Ottomans.
Après la conférence du Caire de 1921, le contrôle du territoire est transféré à Abdallah Ier, troisième fils de Hussein ben Ali, chérif de La Mecque, sous la surveillance d'un représentant britannique.
La Transjordanie composait alors 92 300 km2 des 120 466 km2 de la Palestine mandataire, soit 76,6 % de la superficie totale de ce territoire, duquel elle a été détachée à la suite du mémorandum transjordanien.

## Histoire

### Situation avant la Première Guerre mondiale
Sous l'administration de l'Empire ottoman, aucune entité administrative ne portait le nom de Transjordanie. L'essentiel du territoire faisait partie du vilayet de Syrie, partagé entre les sandjaks de Hauran et de Ma'an[source insuffisante]. Les habitants du nord de la Transjordanie associaient la région avec la Syrie et ceux du sud, avec la péninsule arabique.
Dans la seconde moitié du XIXe siècle, les réformes du Tanzimat étudièrent la fondation d'un État dans la région.
Une ligne de chemin de fer reliant Damas à Médine et traversant la région fut construite en 1908. Elle servait à la fois à faciliter les déplacements de pèlerins et aux transports militaires.

### Construction du Levant après la chute de l'Empire ottoman

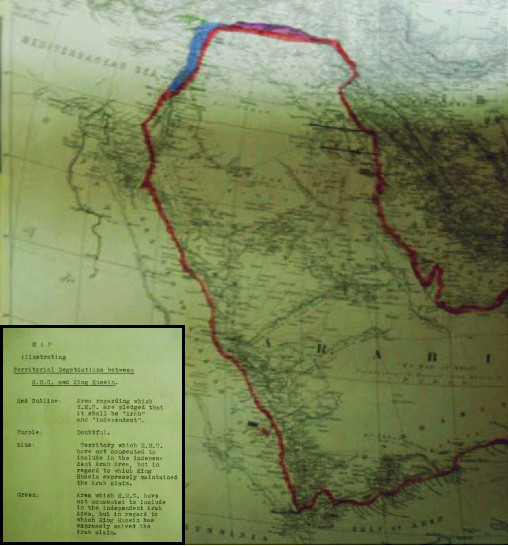
Carte de 1918 illustrant les négociations entre le gouvernement britannique et le Chérif de la Mecque (archives du gouvernement britannique).

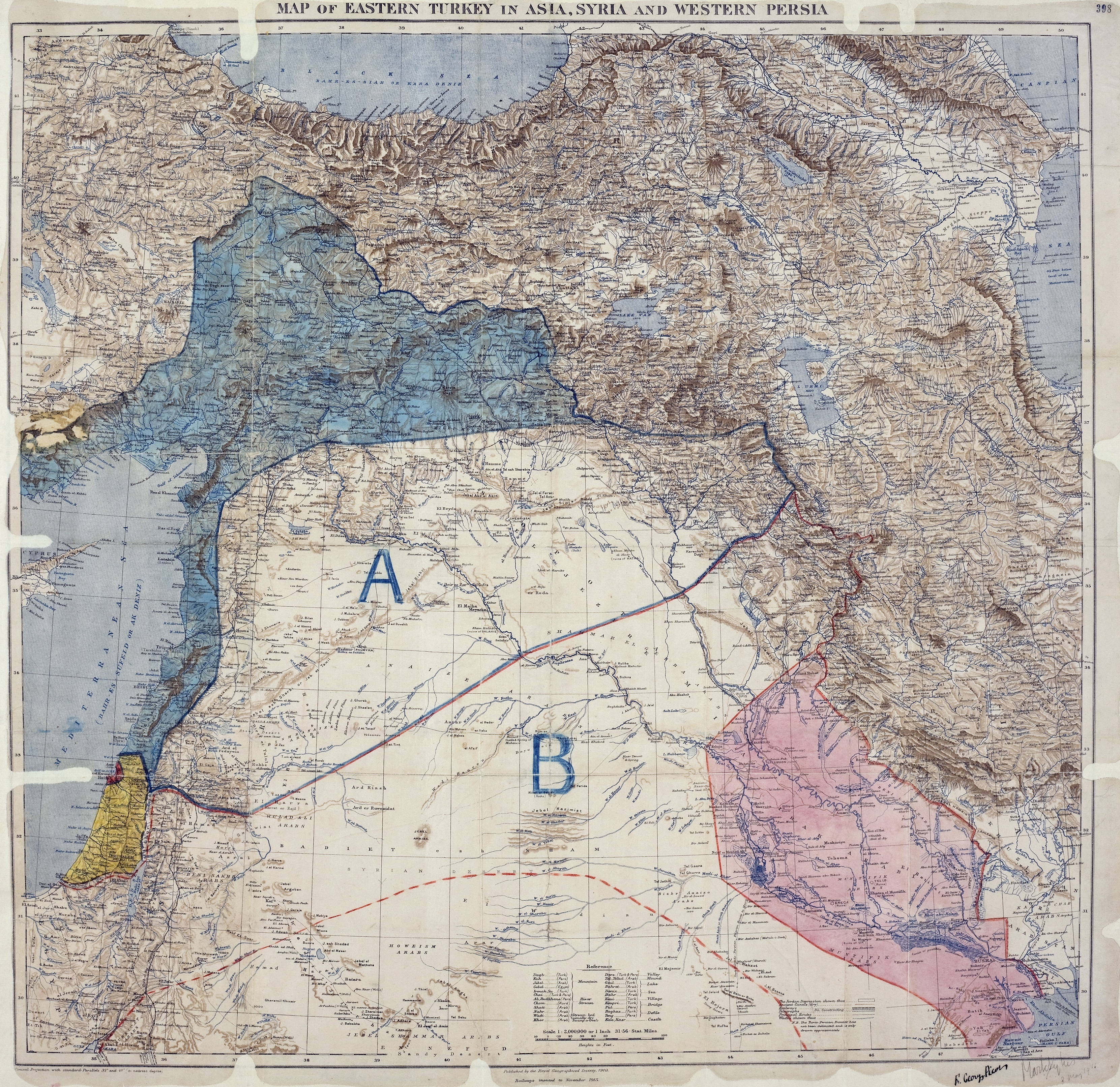
Carte de 1916 annexée aux accords de Sykes et Picot représentant les sphères d'influence respectives entre les Français et Britanniques au Levant.

Entre juillet 1915 et mars 1916, dix missives furent échangées entre Hussein ben Ali, chérif de La Mecque et le lieutenant-colonel Henry McMahon, haut-commissaire britannique d'Égypte. Par ces échanges, en particulier la lettre du 24 octobre 1915, le gouvernement britannique acceptait de reconnaître l'indépendance arabe au Moyen-Orient en échange de l'organisation d'une révolte arabe contre l'Empire ottoman,. La zone géographique pour l'établissement de l'indépendance arabe fut définie comme étant dans « les limites proposées par le chérif de la Mecque », à l'exception de « portions de Syrie situées à l'ouest des districts de Damas, Homs, Hama et Alep ». Les interprétations contradictoires de cette description furent par la suite sujettes à de lourdes controverses.
À la même époque, un autre accord secret fut négocié entre le Royaume-Uni et la France, avec l'assentiment de l'Empire russe et de l'Italie visant à définir leur sphère d'influence et de contrôle respective au Levant après la chute de l'Empire ottoman. Les négociations furent menées du 23 novembre 1915 au 3 janvier 1916 entre les diplomates britannique et français Mark Sykes et François Georges-Picot. Le memorandum fut ratifié par leur gouvernement le 9 et 16 mai 1916. L'accord allouait aux Britanniques les zones géographiques qui correspondent aujourd'hui au désert du Néguev (Israël), au sud de la Cisjordanie (État de Palestine), à la Jordanie et au sud de l'Irak ainsi qu'une enclave autour du port de Haïfa et de la ville d'Acre. La région géographique de la Palestine, avec des frontières moindres que ce qui formera plus tard le mandat britannique de Palestine devait relever d'une « administration internationale ». L'accord servit de base aux Français et aux Britannique pour l'administration des territoires ennemis occupés au Levant.
En novembre 1917, le gouvernement britannique publie la Déclaration Balfour par laquelle il déclare « envisage[r] favorablement l'établissement en Palestine d'un Foyer national pour les Juifs et [qu'il] fera tout ce qui est en son pouvoir pour faciliter la réalisation de cet objectif (…). »
Quelques jours après l'armistice, le 1er décembre 1918, Georges Clémenceau céda la Palestine et Mossoul aux Britanniques.
En janvier 1919, Fayçal Ier, fils du chérif de la Mecque qui ambitionne de devenir roi de Grande Syrie, et Chaim Weizmann, futur président de l'organisation sioniste mondiale et instigateur de la Déclaration Balfour, signent Accord où ils s'engagent à la fondation d'un État arabe et de la Palestine (l'État juif) et précisent leur mode de collaboration. Fayçal Ier signe l'accord mais précise qu'il est conditionné à l'incorporation de la Palestine dans l'« indépendance arabe ».

### Mandats de la Société des Nations
Après la fin de la Première Guerre mondiale, la Société des Nations attribue les colonies allemandes et les territoires ottomans aux alliés (comme conséquence des accords Sykes-Picot) :
- un mandat sur la Syrie et le Liban aux Français ;
- un mandat sur la Mésopotamie aux Britanniques ;
- un mandat sur la Palestine aux Britanniques.

La Transjordanie est dotée d'une Constitution en 1928 et constitue un Parlement.
Lors de la Seconde Guerre mondiale, les troupes de l'Émirat de Transjordanie jouent un grand rôle dans la région auprès des troupes britanniques. Aussi, à la fin de la guerre, l'émir Abdallah Ier réclame aux Anglais l’indépendance de son pays. Le mandat britannique se termine le 22 mars 1946. Le 25 mai 1946, la Transjordanie déclare son indépendance. Abdallah Ier en est le souverain. L'ancienne Transjordanie devient alors le royaume hachémite de Jordanie ; par la suite, le 25 mai 1946 est devenue jour férié commémorant l'indépendance totale de ce royaume. Jérusalem-Est et la Cisjordanie sont conquises, au cours de la guerre entre Israël et les pays arabes, par les forces armées jordaniennes , en mai et juin 1948. Le 1er décembre 1948, à Jéricho, dans une assemblée de notables, le roi Abdallah Ier se fait proclamer également « roi de Palestine ».